# George Mastrovich
George Mastrovich (Texas, 23 febbraio 1886 – Los Angeles, 20 febbraio 1974) è stato un ginnasta e multiplista statunitense.

## Carriera
Mastrovich partecipò ai Giochi olimpici di Saint Louis 1904 nelle gare di triathlon e ginnastica. Giunse settantatreesimo nel concorso generale individuale, settantunesimo nel triathlon e nel concorso a tre eventi.